# Niklas Gunnarsson
Niklas Gunnarsson (ur. 27 kwietnia 1991 w Tønsbergu) – norweski piłkarz grający na pozycji prawego obrońcy. Od 2016 jest zawodnikiem klubu Djurgårdens IF.

## Kariera piłkarska
Swoją karierę piłkarską Gunnarsson rozpoczynał w juniorach klubów Pors Grenland i Walsall. Następnie podjął treningi w Odds BK i w 2012 roku stał się członkiem pierwszego zespołu. 25 marca 2012 zadebiutował w nim w Tippeligaen w przegranym 0:4 domowym meczu z Sogndal Fotball. W Odds BK spędził dwa sezony.
W 2014 roku Gunnarsson przeszedł do Vålerenga Fotball. Swój debiut w niej zaliczył 28 marca 2014 w przegranym 0:2 wyjazdowym meczu z Molde FK.
W lipcu 2015 roku Gunnarsson został wypożyczony do szwedzkiego Elfsborga. W szwedzkiej lidze zadebiutował 12 sierpnia 2015 w wygranym 3:2 wyjazdowym meczu z Gefle IF.
Na początku 2016 roku Gunnarssona wypożyczono do szkockiego klubu grającego w First Division, Hibernian. Swój debiut w nim zanotował 2 lutego 2016 w wygranym 1:0 wyjazdowym spotkaniu z Greenock Morton. W maju 2016 wystąpił w wygranym 3:2 finale Pucharu Szkocji z Rangers.
W 2016 Gunnarsson przeszedł do Djurgårdens IF.
| Sezon   | Klub              | Kraj     | Rozgrywki      | Mecze | Gole |
| ------- | ----------------- | -------- | -------------- | ----- | ---- |
| 2012    | Odds BK           | Norwegia | Tippeligaen    | 22    | 1    |
| 2013    | Odds BK           | Norwegia | Tippeligaen    | 26    | 2    |
| 2014    | Vålerenga Fotball | Norwegia | Tippeligaen    | 29    | 2    |
| 2015    | Vålerenga Fotball | Norwegia | Tippeligaen    | 12    | 2    |
| 2015    | IF Elfsborg       | Szwecja  | Allsvenskan    | 11    | 1    |
| 2015/16 | Hibernian         | Szkocja  | First Division | 10    | 1    |
| 2016    | Djurgårdens IF    | Szwecja  | Allsvenskan    | 13    | 2    |
| 2017    | Djurgårdens IF    | Szwecja  | Allsvenskan    | 22    | 0    |
| 2018    | Djurgårdens IF    | Szwecja  | Allsvenskan    |       |      |

## Kariera reprezentacyjna
W reprezentacji Norwegii Gunnarsson zadebiutował 29 maja 2016 roku w przegranym 0:3 towarzyskim meczu z Portugalią, rozegranym w Porto, gdy w 86. minucie zmienił Martina Linnesa.